# Geislingen
Geislingen é uma cidade da Alemanha localizada no distrito dos Alpes de Zollern, região administrativa de Tubinga, estado de Baden-Württemberg.